# دهستان لنگارود شرقی
دهستان لنگارود شرقی یکی از دهستان‌های شهرستان عباس‌آباد در استان مازندران کشور ایران است. این دهستان در بخش مرکزی شهرستان عباس‌آباد واقع شده و بر اساس سرشماری مرکز آمار ایران در سال ۱۳۹۵، جمعیت آن ۸۹۴۳ نفر (۲۹۵۴ خانوار) بوده‌است.